# Asunción (Morona Santiago)
Asunción ist eine Ortschaft und eine Parroquia rural („ländliches Kirchspiel“) im Kanton Sucúa der ecuadorianischen Provinz Morona Santiago. Die Parroquia besitzt eine Fläche von 198,30 km². Die Einwohnerzahl lag im Jahr 2010 bei 1903.

## Lage
Die Parroquia Asunción liegt an der Ostflanke der Cordillera Real. Die Längsausdehnung in Ost-West-Richtung beträgt 36 km. Der Río Tutanangosa fließt entlang der nördlichen Verwaltungsgrenze nach Osten. Er begrenzt auch den äußersten Osten der Parroquia. Im äußersten Westen verläuft entlang der Verwaltungsgrenze der Hauptkamm der Cordillera Real. Der 800 m hoch gelegene Hauptort Asunción befindet sich 2 km südwestlich vom Kantonshauptort Sucúa.
Die Parroquia Asunción grenzt im äußersten Westen an die Provinz Chimborazo mit der Parroquia Achupallas (Kanton Alausí), im Norden an die Parroquias Río Blanco (Kanton Morona) und Sucúa, im östlichen Süden an die Parroquias Huambi, Logroño (Kanton Logroño), San Francisco de Chinimbimi und Tayuza (beide im Kanton Santiago) sowie im westlichen Süden an die Parroquia Santiago de Méndez (Kanton Santiago).

## Orte und Siedlungen
In der Parroquia gibt es folgende 12 Comunidades:
- Diamante
- Jesús del Gran Poder
- Kansar
- Km 20
- Nuevos Horizontes
- San José Norte (Utunkus-Norte)
- San José Sur (Utunkus-Sur)
- San Juan Bosco
- San Marcos
- Santa Teresita
- Sunkants
- Uwe

Vier der Comunidades sind Zentren der Shuar: Santa Teresita, San José, Uwe und Sunkants.

## Geschichte
Die Parroquia Asunción wurde am 12. März 1969 gegründet (Registro Oficial N° 134).

## Ökologie
Der Westen der Parroquia liegt im Nationalpark Sangay.